# Centennial (Arizona)
Centennial ist eine Ansiedlung im La Paz County in Arizona, ungefähr 419 m über dem Meeresspiegel.
An dieser Stelle befindet sich die Abfahrt Nr. 136 der Interstate 10 auf die 75th Avenue (von Phoenix).
In der Nähe befindet sich das Gewässer Centennial Wash.